# Loxotaphrus
Loxotaphrus is een geslacht van weekdieren uit de klasse van de Gastropoda (slakken).

## Soorten
- Loxotaphrus abnormis (Bayan, 1870) †
- Loxotaphrus deshayesii (Duval, 1841)
- Loxotaphrus limpusi Beu & Verhecken, 2000
- Loxotaphrus rosadoi Beu & Verhecken, 2000
- Loxotaphrus thorei (Grateloup, 1845) †
- Loxotaphrus variciferus (Tate, 1888) †